# N954 (België)
De N954 is een gewestweg in de Belgische provincie Namen. Deze weg vormt de verbinding tussen Salzinnes en Bois-de-Villers.
De totale lengte van de N954 bedraagt ongeveer 11 kilometer.

## Plaatsen langs de N954
- Salzinnes
- Malonne
- Bois-de-Villers